# Comédie larmoyante
La comédie larmoyante (tradotta in lingua italiana come commedia lacrimosa o, più raramente, commedia lagrimosa), fu un genere teatrale nato in Francia nel XVIII secolo e che ebbe grande fortuna sia in terra natìa che in Italia.

## Storia
Il nuovo genere sorse in un periodo nel quale il teatro e la drammaturgia erano fortemente divise in due direzioni: da una parte la tragedia, che narrava storie e vicissitudini di personaggi di alto rango alle prese con drammi umani; dall'altra la commedia, che portava in scena protagonisti dei ceti bassi alle prese con le beghe del quotidiano e visti sotto un'ottica ridicola e ridanciana. Se la prima era considerata espressione del teatro "alto", la seconda rappresentava l'intrattenimento ludico e scherzoso. Sorse così, ad opera soprattutto di Pierre-Claude Nivelle de La Chaussée, un nuovo genere accostabile alla tragicommedia per la commistione di comico e tragico che avveniva all'interno della struttura drammaturgica. 
Dopo la rivoluzione francese, inoltre, la borghesia acquisì sempre maggiore peso nella vita sociale e, di conseguenza e di riflesso, anche nella produzione artistica di quegli autori che si accorsero della mancanza dell'espressione dei modi di vita e dei pensieri del nuovo ceto sociale: la comédie larmoyante perpetuò così la sua fortuna nel tempo e si fece precorritrice del dramma borghese.
L'intento della comédie larmoyante era di indurre il pianto tramite la proposizione di scene patetiche al termine delle quali i personaggi, sui quali incombeva inizialmente una imminente tragedia, arrivavano al lieto fine trasmettendo allo spettatore una sorta di insegnamento morale dedotto dal comportamento delle dramatis personae.
In Italia, i maggiori drammaturghi del genere lacrimevole furono, fra la fine del XVIII secolo e i primi decenni del XIX, Pietro Chiari, Camillo Federici, Giovanni De Gamerra, Giovanni Greppi, Francesco Antonio Avelloni  e Alberto Nota.